# Hyaloflorea ramosa
Hyaloflorea ramosa är en svampart som beskrevs av Bat. & H. Maia 1955. Hyaloflorea ramosa ingår i släktet Hyaloflorea och familjen Nectriaceae.   Inga underarter finns listade i Catalogue of Life.